# Brachypteragrotis
Brachypteragrotis là một chi bướm đêm thuộc họ Noctuidae.